# Рокка-аль-Маре
Ро́кка-аль-Ма́ре (эст. Rocca al Mare) — микрорайон в районе Хааберсти города Таллина, столицы Эстонии. 

## География
Расположен на побережье залива Копли. Граничит с микрорайонами Хааберсти и Ыйсмяэ. Площадь — 0,84 км2. 

## Улицы
В микрорайоне проходит единственная улица — пешеходная улица Рокка-аль-Маре, бо́льшая часть которой находится на территории музея под открытым небом. На юге и западе микрорайон граничит с улицей Вабаыхумуузеуми.

## Население
По данным Регистра народонаселения за 2008–2023 годы, в микрорайоне нет жителей.

## История
Своим названием Рокка-аль-Маре обязан одному из бургомистров Таллина, состоятельному купцу Артуру Жерару де Сукантону, влюблённому в Италию французу. В 1863 году он построил здесь загородное имение (мызу), которое располагалось неподалёку от высокого скалистого обрыва, нависающего над морем (итал. rocca al mare — «утёс на море», «скала у моря»), и богатый француз решил, что лучшего названия для своих владений не найти. Позже название мызы распространилось на всю ближайшую округу.
До 1986 года в зданиях другой мызы микрорайона — летней мызы Либерти (Liberty), принадлежавшей семейству Кохов, в летний период работал пионерский лагерь «Рокка-аль-Маре». В 1986 году все земли бывшей мызы были включены в состав территории Эстонского музея под открытым небом.

## Основные объекты
Бо́льшую часть территории микрорайона занимает этнографический Эстонский музей под открытым небом. 
В микрорайоне также располагается частная общеобразовательная школа Рокка-аль-Маре, открытая в 2000 году.

## Общественный транспорт
В микрорайоне проходят маршруты городских автобусов № 21, 21А и 21В.

## Галерея
- Микрорайон Рокка-аль-Маре
- Школа Рокка-аль-Маре
- Автобусная остановка у школы 
Рокка-аль-Маре
- Швейцарский домик мызы Рокка-аль-Маре
(памятник культуры)
- Дача Эгона Коха, часть комплекса мызы Либерти
- Привратное здание Музея под открытым небом
- Хутор Кутсари-Харьяпеа в Музее под открытым небом
- Побережье моря в Рокка-аль-Маре
- Песчаный утёс Какумяэ
в Рокка-аль-Маре